# Firmin Marrast
 (décembre 2023).
Pour les articles homonymes, voir Marrast.
Firmin Marrast est un homme politique français né le 12 novembre 1799 à Bayonne (Pyrénées-Atlantiques) et décédé le 10 mai 1880 à Saint-Sever (Landes).

## Biographie
Officier sous la Restauration, il démissionne et va combattre en Amérique du sud. Il est député des Landes de 1848 à 1863, siégeant à droite, puis dans la majorité soutenant le Second Empire.

### Sources
- « Firmin Marrast », dans Adolphe Robert et Gaston Cougny, Dictionnaire des parlementaires français, Edgar Bourloton, 1889-1891 [détail de l’édition]